# DJ Raff
Rafael Pérez, más conocido como Dj Raff, (Santiago, 3 de junio de 1976) es un productor, compositor, MC, DJ y beatmaker chileno.

## Historia
Raff nace en 1976, y a no mucho andar funda el grupo La Frecuencia Rebelde en 1992, cuando conoce a Franciso Libuy, uno de los integrantes fundamentales de dicha agrupación. En lo que dura su paso por La Frecuencia Rebelde, Raff comienza ya sus trabajos como productor y Dj. En esta banda, tuvo a su cargo la producción total del álbum homónimo del grupo, en la que comienza a demostrar sus artes de producción y mezcla.
Para 1995 deja su proyecto inicial La Frecuencia Rebelde, y pasa a integrarse a La Pozze Latina de Jimmy Fernández, en la que se encarga de las tornamesas, arreglos y de Mc, hasta finales de 1997. Durante este tiempo es cuando se le presentan a Raff la vasta gama de proyectos paralelos e intervenciones con bandas como Chancho en Piedra, Los Tetas, Tiro de Gracia, Bitman & Roban, La Floripondio, Los Mismos, entre otros. Mediante todas las participaciones va marcando su nombre y ganando presencia en la escena de la música chilena.
Luego de su paso por La Pozze Latina, vuelve a retomar con La Frecuencia Rebelde estrenando en 1999 el disco homónimo, de donde se desprenden sencillos como "Nada que pensar" y "Los 4 frecuentes", luego de eso Dj Raff encuentra lo que será su gran proyecto por los próximos años, cuando se une a Víctor Flores (más conocido como Solo Di Medina) para la dupla Dj Raff & Solo Di Medina. Ya en 2001 el dúo lanza su primer álbum TTBA (Top Ten Babylon Artistas), con el que logran ganarse un espacio importante en la escena hip hop chilena. Con esta producción Pérez y Flores reúnen una gran variedad de estilos y músicos que integran una de las composiciones más aclamadas del año 2001 en el ámbito del hip hop chileno.
Después del éxito de TTBA, Raff y Solo Di Medina lanzan Dos Jugadores en 2003, álbum con el cual dejan en claro el sitio que tienen en la escena hip hop tanto chilena como latinoamericana. En 2004 el proyecto con Flores se suspende, con la aparente intención de Pérez de concluir y editar su esperado trabajo de solista.
En 2006, y luego de un largo período de preparación, Raff lanza su álbum solista llamado Raffolution, logrando presentarlo tanto dentro como fuera de Chile, y alcanzando un nivel de conocimiento muy grande, siendo reconocido y tomando un carácter internacional mucho más fortalecido que con sus agrupaciones anteriores (sin desmerecer los grandes logros que tuvo tanto con Tiro de Gracia, La Frecuencia Rebelde, y Dj Raff & Solo Di Medina). 
Editado desde 2011 por el sello californiano "Nacional Records", algunos de sus "highlights" han sido las presentaciones en vivo en los festivales Lollapalooza Argentina, Chile y Chicago, Sonar, Mutek.ES, Vive Latino, Estéreo Picnic y Primavera Sound, además, su música fue incluida en el popular juego "FIFA 2012" y la nueva película de Oren Moverman "Rampart" y la serie estadounidense "Broad City". 
Hoy, Dj Raff junto con Latin Bitman forman RVSB (Raff vs Bitman), siglas que resumen el nombre del show a 4 tornamesas que durante 10 años presentaron en distintos lugares de Chile y el extranjero.

## Discografía
Solista
- Raffolution (Mutante Discos, 2006)
- Travelling Partners EP (Mutante Discos, 2008)
- Travelling Partners EP vol. II (Mutante Discos, 2009)
- Collage Binario (Mutante Discos, 2011)
- Latino & Proud (Nacional Records, 2011)
- Time & Hope EP (Ensmble, 2012)
- Echoes EP (Pirotecnia, 2014)
- Tornado EP (Pirotecnia, 2015)

Agrupaciones
- La Frecuencia Rebelde – Peor Que Animales (LFR, 1994)
- La Pozze Latina – Una Nueva Religión (Alerce, 1996)
- La Frecuencia Rebelde – La Frecuencia Rebelde  (Sony Music, 1999)
- Dj Raff & Solo Di Medina – TTBA (Big Sur, 2001)
- Dj Raff & Solo Di Medina – Dos Jugadores (Mutante Discos, 2003)
- RVSB - Raff v/s Bitman  (Nacional Records, 2013)
- RVSB - Nightlife  (Nacional Records, 2014)

Participaciones y producción
- Tiro de Gracia – Arma Calibrada (Demo, 1994)
- Los Tetas – Mama Funk (Emi, 1995)
- La Pozze Latina – Una Nueva Religión (Alerce, 1996)
- Tiro de Gracia – Ser humano!! (Emi, 1997)
- La Floripondio – Dime Que Pasa (Alerce, 1997)
- Los Tetas – La Medicina (Emi, 1997)
- Chancho en Piedra – La Dieta del Lagarto (Sony Music, 1997)
- Chancho en Piedra – Ríndanse Terrícolas (Sony Music, 1998)
- Cyberjazz – Cyberjazz (Indie, 1998)
- La Frecuencia Rebelde – La Frecuencia Rebelde (Sony Music, 1999)
- Tiro de Gracia – Decisión (Emi 1999)
- Funk Como Le Gusta – Roda Da Funk (ST2 Records, 1999)
- Chancho en Piedra – Marca Chancho (Sony Music, 2000)
- Tapia Rabia Jackson – La Conexión (Emi, 2000)
- Esos Locos Bajitos – Locos Bajitos (Música Visión 2001)
- Los Mox – Vino Caliente Tomó y Se Fue (Big Sur, 2001)
- 2x – Pateando Cráneos (Big Sur, 2001)
- Los 4 Letras – Los 4 Letras (Indie, 2001)
- Chancho en Piedra – El Tinto Elemento (Sony Music, 2002)
- Matahari – Deja El Cuerpo (Mutante Discos, 2002)
- Tapia Rabia Jackson – Fusión de Estilos (Warner, 2002)
- Raiza – Nacer en Vida (Sony Music, 2002)
- Los Mismos – Picnic (Sello Azul, 2002)
- Sonido Ácido – Sintoniza el Dial (Mutante Discos, 2003)
- Lulú Jam – Corazón Caliente (Indie, 2003)
- Vanbuda – Polémico (Mutante Discos 2004)
- Edison B – Edison B (Indie 2005)
- Bitman & Roban – Música Para Después De Almuerzo (La Oreja 2005)
- Bárbara Muñoz – Amanecer (Indie 2005)
- Jaco Sánchez – Jaco Sánchez y los Jaco (Sony/BMG 2005)
- Makiza – Casino Royale (Warner 2005)
- Octopus King – Cocktail (Indie 2005)
- Matahari – No Pares (Oveja Negra, 2007)
- Imaquinar – Las Máquinas nos Imaginarán (Sudamétrica,2007)
- Loki Da Trixta – Triknology (Cypher Productions, 2007)
- Leche – Hogar (Indie, 2007)
- Diego Ego – Lanzando Balas (Indie, 2008)
- Mawashi Banda – Que el Ritmo Nunca Pare (Sello Azul 2008)
- Miles – Kingu (Home Team 2008)
- Jaco Sánchez – Femenino (Sony/BMG, 2009)
- Seo2 – Relativo & Absoluto (Mutante Discos, 2009)